# Nobile Contrada delle Farine
La Nobile Contrada delle Farine è stata una contrada di Milano appartenente al sestiere di Porta Orientale.

## Confini

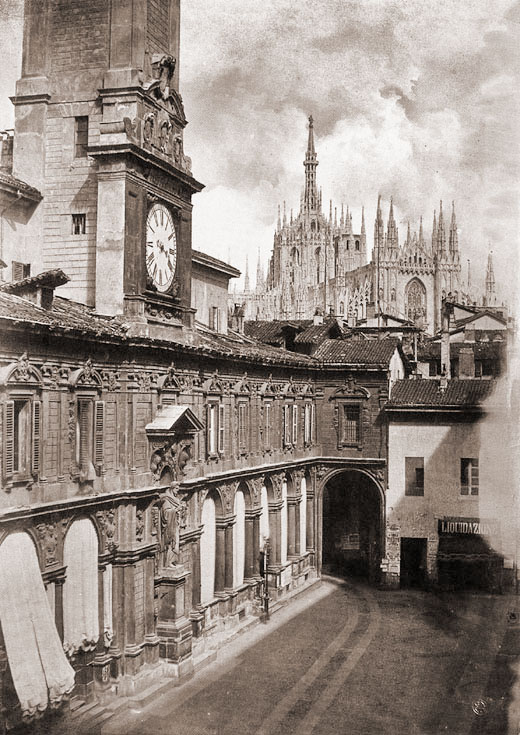
L'antica piazza Mercanti (ora via Mercanti) nel 1860, con ancora il caratteristico passaggio coperto per il Duomo, che si vede al centro dell'immagine e che era chiamato Porta della Pescheria Vecchia

Il confine della contrada si sviluppava dall'incrocio tra via San Raffaele e via Santa Radegonda per poi proseguire verso via San Raffaele, via Patari, piazza Fontana e via Arcivescovado.

## Luoghi di culto
Nella contrada era situato il Duomo di Milano.

## Storia
Della contrada faceva parte piazza del Duomo nella sua interezza fino al Verziere. La contrada comprendeva anche lo storico cimitero principale di Milano, il cosiddetto Camposanto, che un tempo sorgeva a fianco del Duomo. 
A partire dal Medioevo, anche a Milano, si iniziò a seppellire i morti nei pressi delle chiese. Più precisamente i nobili erano inumati all'interno degli edifici religiosi, mentre i defunti del popolo erano sepolti in fosse comuni al di fuori delle chiese.
In piazza Duomo, prima del completamento della cattedrale, era presente una cittadella sacra che è scomparsa durante i lavori di ampliamento dell'edificio religioso, che fu opera della Veneranda Fabbrica del Duomo di Milano, e di ingrandimento dell'omonima piazza. Altro importante luogo presente nella contrada era la Porta della Pescheria Vecchia, che metteva in comunicazione piazza Mercanti con la Nobile Contrada delle Farine e che è stata demolita nel 1870 durante i lavori di trasformazione della piazza citata in via Mercanti.
La contrada prende il nome dall'omonima strada, la via delle Farine. Tra le strade scomparse, degne di nota sono via dei Borsinari, strada che si trovava tra il Coperto dei Figini e i moderni portici settentrionali di piazza Duomo, via delle Mosche, via dei Profumieri, via del Popolo, via San Salvatore in Xenodochio, via dei Cimatori e via dei Due Muri.